# Salem (Missouri)
Salem és una població dels Estats Units a l'estat de Missouri. Segons el cens del 2000 tenia 4.854 habitants.

## Demografia
Segons el cens del 2000, Salem tenia 4.854 habitants, 2.115 habitatges, i 1.269 famílies. La densitat de població era de 620,6 habitants per km².
Dels 2.115 habitatges en un 28,2% hi vivien nens de menys de 18 anys, en un 44,3% hi vivien parelles casades, en un 12,7% dones solteres, i en un 40% no eren unitats familiars. En el 36,3% dels habitatges hi vivien persones soles el 21,1% de les quals corresponia a persones de 65 anys o més que vivien soles. El nombre mitjà de persones vivint en cada habitatge era de 2,21 i el nombre mitjà de persones que vivien en cada família era de 2,86.
Per edats la població es repartia de la següent manera: un 24,4% tenia menys de 18 anys, un 8,9% entre 18 i 24, un 24,7% entre 25 i 44, un 18,9% de 45 a 60 i un 23,1% 65 anys o més.
L'edat mediana era de 39 anys. Per cada 100 dones de 18 o més anys hi havia 74,9 homes.
La renda mediana per habitatge era de 21.648 $ i la renda mediana per família de 29.460 $. Els homes tenien una renda mediana de 27.006 $ mentre que les dones 17.285 $. La renda per capita de la població era de 12.766 $. Entorn del 12,9% de les famílies i el 17,4% de la població estaven per davall del llindar de pobresa.

## Poblacions més properes
El següent diagrama mostra les poblacions més properes.